# 팡안섬

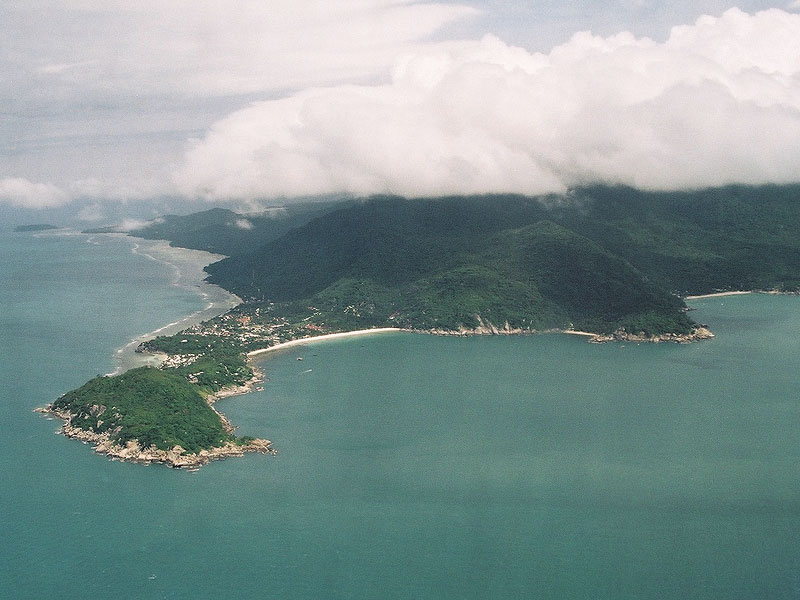
공중에서 본 팡안섬

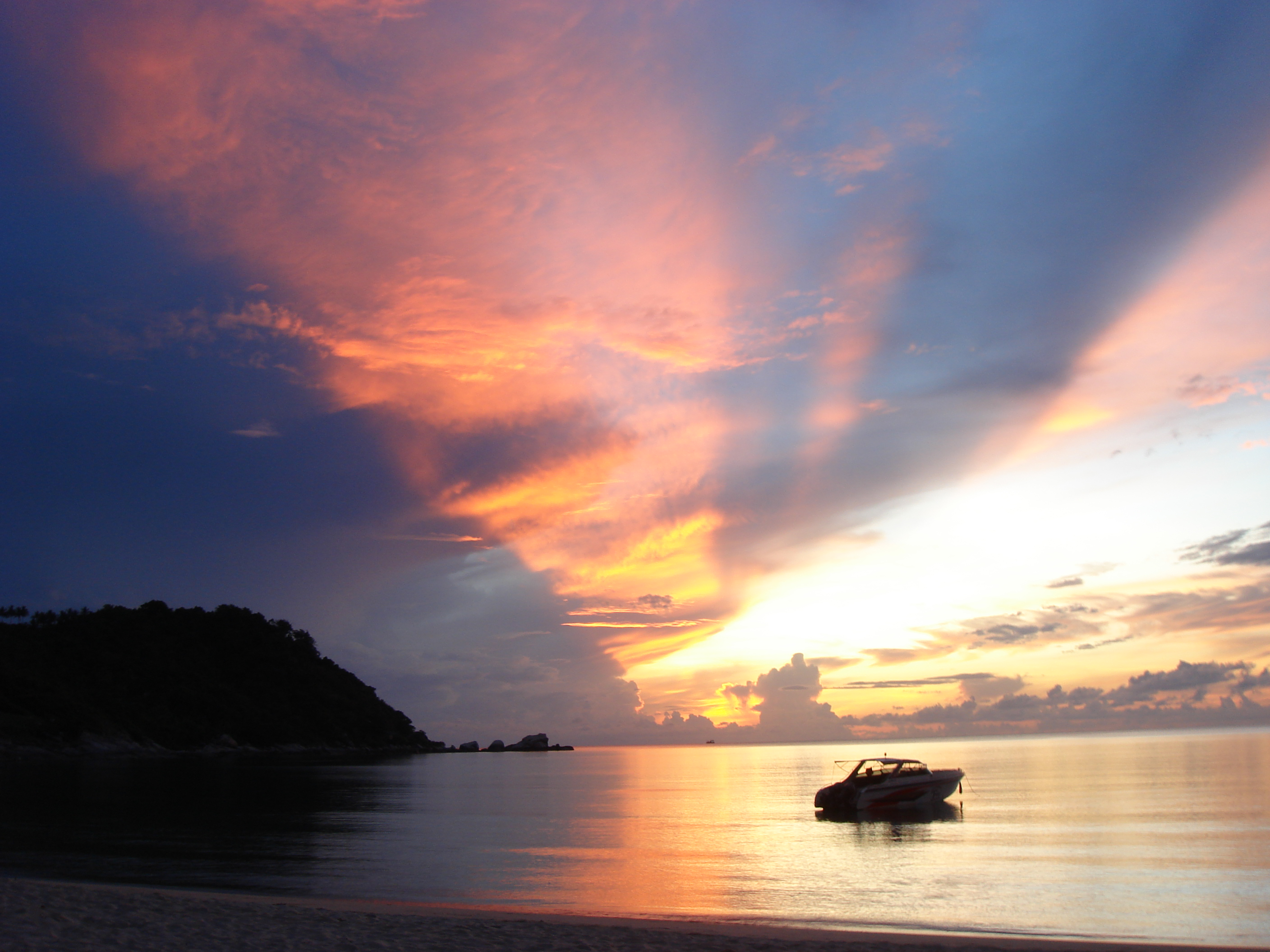
통나이빤의 일출

팡안섬(태국어: เกาะพะงัน, Koh Phangan) 또는 꼬 파 응안(Ko Pha Ngan)은 타이 남동부의 타이만의 섬이다. 섬은 하드린 해변의 보름달 파티(full moon party)와 배낭 여행객의 목적지로서 유명하다. 팡안섬은 두 개의 자매 섬이 있다. 하나는 남쪽의 좀더 큰 사무이섬이고 또 하나는 좀더 작은 따오섬이다.
- 면적: 약 168km2
- 추정 둘레: 약 50km(도보로 평균 10시간)
- 주: 수랏타니주
- 본토로부터의 거리: 약 55 km
- 사무이섬으로부터의 거리: 약 15 km
- 따오섬으로부터의 거리: 약 35 km
- 인구: 11,846 (2004)
- 주요 도시: 통 살라
- 최고 지점: 카오라(630m)

## 역사
1977년에 사무이섬에서 동손 문화(BC500~BC100)의 청동북이 발견되었다. 이것은 사무이섬, 팡안섬 및 그 주변의 섬들에 2000년 전부터 사람이 살았다는 증거이다. 어떤 역사학자와 고고학자들은 팡안섬에 이주한 최초의 집단이 말레이반도로부터 배를 타고 온 무슬림 바다 집시족이라고 생각하고 있다. 그러나 오늘날 섬에 사는 무슬림은 거의 없다. 팡안섬의 이름은 남부 방언에서 '사주'를 의미하는 응안(Ngan)에서 온 것이다. 팡안섬은 오랫동안 태국의 왕들이 선호하는 장소였다. 특히 라마 5세 또는 출라롱꼰 왕은 그의 치세 때 14번 팡안 섬을 방문했다.

## 행정
팡안섬은 따오섬과 함께 꼬팡안군(꼬파응안군)에 속한다.

## 경제
관광업이나, 농업, 어업이 활발하다. 농업은 주로 코코 야자를 생산하고 있다.